# 調料九里香
調料九里香（学名：Murraya koenigii）又名麻绞叶、咖哩葉、咖哩樹、可因氏月橘，是芸香科月橘屬的一種植物。原產於印度，分佈於熱帶與亞熱帶地區。以其葉子有咖哩的味道可做香料使用而得名。
植株為小喬木，可以生長至四至六公尺高，樹幹直徑可達四十公分粗。葉為羽狀複葉，有小葉11-21片，小葉長2-4公分，寬1-2公分。花小，白色，有香味。果實為小漿果，黑色。果實可以食用，不過裡面的種子具有毒性。

## 用途
本种葉子具有強烈的香味，可做香辛料使用，在印度及斯里蘭卡的料理裡，特別是在做咖哩料理時，常會加入這種葉子來當做調味料使用。新鮮的葉子保存期限很短，若是存放在冰箱內，則可以保存一個星期左右。市面上也可以買到乾燥的葉子，不過乾品的香味比較不香。
日本明治大學的研究顯示，咖喱葉提取物在實驗室環境下可殺死特定種類的癌細胞。